# Edward Couch
Pour les articles homonymes, voir Couch.
Edward Couch, né le 27 août 1823 à Camberwell et mort en 1848 dans l'Arctique, est un officier de marine britannique.

## Biographie
Fils du capitaine James Couch, il est engagé comme maître d'équipage de l'Erebus de John Franklin en 1845. Promu lieutenant durant l'expédition, il disparait avec elle dans les glaces de l'Arctique en 1848.
Jules Verne le mentionne dans son roman Les Aventures du capitaine Hatteras (partie 1, chapitre XVII).